# 聖胡安科馬拉帕
14°44′N 90°53′W / 14.733°N 90.883°W
聖胡安科馬拉帕（西班牙語：San Juan Comalapa），是危地馬拉的城鎮，位於該國中部，由奇馬爾特南戈省負責管轄，面積76平方公里，海拔高度2,104米，2002年人口35,441，人口密度每平方公里466.33人。